# 穆子琳
穆子琳（494年—547年3月24日），名瑜，字子琳，以字行，鲜卑姓丘穆陵氏，代人，河南郡洛阳县（今河南省洛阳市东）人，北魏、东魏官员。

## 生平
穆子琳二十岁左右，被州中举荐为秀才，对策考试优等，以安戎县县令为起家官，很有行政才能。穆子琳跟随长孙稚讨伐绛郡的蜀族有功，出任尚书屯田郎中。永熙初年，穆子琳参与皇帝的废立，封高唐县开国男，食邑二百户。魏孝武帝元修嘉奖穆子琳的才能，穆子琳转任仪曹郎中，很快兼任吏部郎。魏孝静帝元善见初年，穆子琳出任中军将军、司州别驾，因为侵占强夺百姓的田地，被免除官职和爵位，又出任魏郡中正，转任镇东将军、大行台郎中。很久之后的兴和年间，阿至罗国主副罗越居被柔然击败，他的儿子覆罗去宾率领部落前来投奔东魏。高欢上奏任命去宾为安北将军、肆州刺史，封高车王，招抚慰劳少数民族，又因为去宾对中国的政事不熟悉，高欢上表任命穆琳为去宾的长史，恢复穆子琳之前的封爵。去宾去世后，穆子琳出任相国渤海王高欢第三子永安公高浚的开府长史，又转任相国司马。武定五年丁卯二月戊辰朔十八日乙酉（547年3月24日），穆子琳在晋阳去世，虚岁五十四，高欢哀悼惋惜，派遣参军崔士文监护穆子琳的丧事，将穆子琳的棺木送到邺城，朝廷赠予使持节、都督瀛州诸军事、骠骑大将军、瀛州刺史、度支尚书，当年五月丁酉朔十三日乙酉（547年6月16日）葬于西门豹祠西南野马岗。

## 家庭

### 祖父
- 穆鑖，北魏豳幽凉并相五州刺史[1][2]

### 父亲
- 穆显业，北魏散骑侍郎[1][2]

### 兄弟
- 穆良，东魏安东将军、中书舍人

### 夫人
- 陆脩容，东平成王陆俟曾孙女，虚岁十六时嫁给穆子琳，天保六年十一月七日（555年12月6日）在邺城住宅中去世，虚岁三十八，天保七年正月廿一日丁酉（556年2月17日）葬于邺城西南廿五里野马岗瀛州刺史穆子琳旧墓[1][2]

### 子女
- 穆伯昱
- 穆朏，东魏开府中兵参军